# Redman
Pour les articles homonymes, voir Redman (homonymie) et Noble (homonymie).
Redman, de son vrai nom Reginald « Reggie » Noble, né le 17 avril 1970 à Newark, dans le New Jersey, est un rappeur, producteur de musique et acteur américain. Il se popularise au début des années 1990 au label Def Jam. Il est également bien connu pour ses collaborations aux côtés de Method Man, au sein du duo Method Man and Redman, et avec qui il joue dans la série Method et Red, une comédie inspirée de leur propre vie.

## Biographie

### Jeunesse et débuts
Redman est né le 17 avril 1970 à Newark, dans le New Jersey. Il est découvert à la fin des années 1980 par Erick Sermon, le fondateur du groupe EPMD, qui l'intègre avec Keith Murray dans le Def Squad au début des années 1990.
Signé au label Def Jam, Redman publie son premier solo en 1992, Whut? Thee Album où il mêle ses influences reggae et funk avec un rap satyrique. L'album atteint la 49e place du Billboard 200. En 1994, Redman publie son deuxième album, Dare Iz a Darkside le 22 novembre, qui atteint la 13e place du Billboard 200. Il contient les singles Can't Wait et Rockafella.

### Muddy WatersetDoc's da Name 2000(1996–1999)
Le 10 décembre 1996, Redman publie son troisième album Muddy Waters, d'où est extrait Whatever Man avec son acolyte de toujours, Method Man. L'album est particulièrement bien accueilli par la presse spécialisée,. L'album contient également le single It's Like That (My Big Brother). La chanson Do What You Feel est également incluse dans le jeu vidéo Grand Theft Auto: Liberty City Stories. L'album est certifié disque d'or par la RIAA le 12 février 1997. L'album atteint la 12e place du Billboard 200.
En 1998, Redman publie son quatrième album, Doc's da Name 2000. Il est le premier album de l'artiste à être certifié disque de platine. Ses thèmes préférés restent les mêmes : les « délires », la consommation de cannabis et les femmes. La même année sort le premier album du Def Squad, El Niño, reprenant pour l'occasion le Rapper's Delight du Sugarhill Gang. En 1999, il participe au Hard Knock Life Tour coorganisé par Def Jam et Roc-A-Fella Records. C'est une tournée de 54 dates aux États-Unis où participent notamment Jay-Z, Ja Rule, Method Man, DMX, et Memphis Bleek. Le documentaire On / Off retrace en partie cette tournée de deux mois et demi. La même année, il retrouve Method Man pour l'album Blackout!, d'où est extrait le tube Da Rockwilder, repris plusieurs fois par divers artistes et utilisé sur la bande originale de How High, et bien d'autres.

### Mixtapes, collaborations et production (depuis 2001)

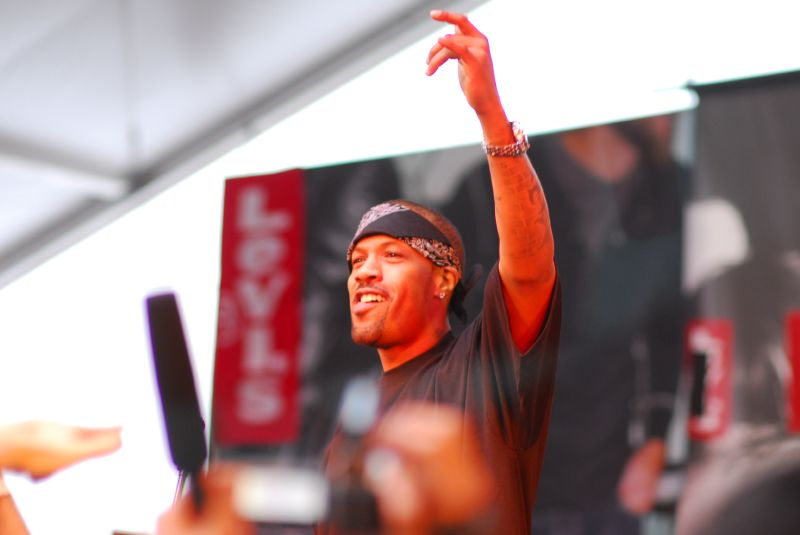
Redman sur scène en 2007.

Après trois ans d'absence en solo, Redman fait son retour en 2001, avec l'album Malpractice le 22 mai. L'album atteint la quatrième place du Billboard 200 et est certifié disque d'or par la RIAA le 21 juillet 2001. Il contient deux singles, Let's Get Dirty (I Can't Get in da Club) et Smash Sumthin.
Toujours en 2001, il exerce ses talents d'acteur dans le film How High aux côtés de Method Man. Il participe également à la bande son du film, How High. Redman part ensuite en quête de collaborations diverses, fort de son succès international. Il fait des apparitions en featuring avec des artistes variés, allant de la pop au punk : Gorillaz (Gorillaz on My Mind), The Offspring (Original Prankster), Pink (Get It Started (Remix)), Christina Aguilera (Dirrrty) ou encore Limp Bizkit (Rollin RMX) et le groupe de rap marseillais IAM (Noble Art également avec Method Man). En 2004, Def Jam annule la sortie de Red Gone Wild. Comme plan de secours, il sort sa première mixtape officielle Ill at Will Vol. 1 sur son nouveau label Gilla House.
En 2005, il sort sa deuxième mixtape Ill At Will Vol. 2 - BC4 : Straight Outta Lo-Cash accompagné du producteur Govmattic. Après avoir été repoussé à de nombreuses reprises, Red Gone Wild sort finalement en mars 2007. Redman, aussi appelé Doc, est connu pour ses collaborations avec le rappeur Method Man avec qui il joue dans la série Method et Red, une comédie inspirée leur propre vie. Sortie en 2004, la série est un échec et s'arrête après seulement neuf épisodes et n'est pas diffusée en Europe. En 2008, Redman reprend une tournée dans le monde avec des dates en Europe, aux côtés de Method Man. Il y annonce notamment la sortie de sa marque de blunts, Redgies Blunts. « Redgies Blunts » est tout simplement tiré de son nom « Reggie Noble ». Il annonce avec Method Man sur scène la sortie, pour l'été 2008, de Blackout! 2, la suite de leur premier et plus grand opus, en plus de la suite de How High, How High Part. 2. Blackout! 2 sort en mai 2009 avec des productions d'Erick Sermon, Rockwilder, Pete Rock, Buckwild, Nasty Kutt, DJ Scratch, Havoc, Mathematics, Ty Fyffe et Bink!.
En 2011, il fait un trio avec le rappeur italien Fabri Fibra et Soprano pour Tranne Te. En 2013 il collabore avec le groupe de rap hardcore hollandais Dope D.O.D sur le titre groove.

## Discographie

### Albums studio
- 1992 : Whut? Thee Album
- 1994 : Dare Iz a Darkside
- 1996 : Muddy Waters
- 1998 : Doc's da Name 2000
- 2001 : Malpractice
- 2007 : Red Gone Wild
- 2010 : Reggie
- 2015 : Mudface
- 2024 : Muddy Waters Too

### Mixtapes
- 2004 : Ill at Will Vol. 1
- 2005 : Ill at Will Vol. 2 BC4 Straight outta Lo-Cash with Govmattic
- 2007 : Live from the Bricks (avec DJ Scoob Doo)
- 2014 : Welcome 2 Reggie Noble

### Albums collaboratifs
- 1999 : Blackout! (avec Method Man)
- 1998 : El Niño (avec Def Squad)
- 2000 : Def Squad Presents Erick Onasis (avec Def Squad)
- 2009 : Blackout! 2 (avec Method Man)

### Singles
- 1992 : Blow Your Mind
- 1993 : Time 4 Sum Aksion
- 1993 : Tonight's da Night (feat. Hurricane G (en))
- 1994 : Rockafella
- 1995 : Can't Wait
- 1995 : How High (feat. Method Man)
- 1995 : Funkorama
- 1996 : It's Like That (My Big Brother)
- 1997 : Whateva Man (feat. Erick Sermon)
- 1997 : Pick It Up
- 1998 : Full Cooperation (feat. Def Squad)
- 1998 : I'll Be Dat
- 1998 : Da Goodness (feat. Busta Rhymes)
- 1999 : Tear It Off (feat. Method Man)
- 1999 : Y.O.U (feat. Method Man)
- 1999 : Da Rockwilder (feat. Method Man)
- 2001 : Let's Get Dirty (I Can't Get in da Club)
- 2001 : Smash Sumthin
- 2007 : Put It Down

### Singles en featuring
- 1997 : LL Cool J feat. Canibus, Method Man, DMX & Redman : 4, 3, 2, 1
- 1998 : Beverley Knight feat. Redman : Made It Back'
- 2002 : Christina Aguilera feat. Redman : Dirrrtyn°1
- 2003 : IAM feat. Method Man & Redman : Noble Art

### Bandes originales

#### Films
- 1995 : New Jersey Drive : Where Am I?
- 1999 : Gangsta Cop : Tear It Off
- 1999 : Black and White : Big Dogs
- 2000 : 60 secondes chrono : Da Rockwilder
- 2001 : Hors limites d'Andrzej Bartkowiak : Hey Ladies
- 2001 : Fast and Furious : Rollin' (Urban Assault Vehicle)
- 2001 : How High : Cisco Kid, How High, We Don't Know How 2 Akt, Let's Do It, How To Roll a Blunt, How High Pt. II, Big Dogs, Da Rockwilder
- 2002 : Chasseurs de primes : Da Rockwilder
- 2002 : Blade II : Gorillas on My Mind
- 2002 : 8 Mile de Curtis Hanson : Temptations
- 2003 : Biker Boyz : Ride
- 2003 : Honey : React
- 2004 : Street Dancers : Time 4 Sum Aksion
- 2004 : Le Fils de Chucky : Redman
- 2005 : Syriana : Let da Monkey Out
- 2006 : Rock the Bells : I'll Bee Dat

#### Télévision
- 1996 : Les Simpson (saison 8 épisode 3) : Time 4 Sum Aksion
- 2002 : Fastlane (saison 1 épisode 3) : Smash Sumthin
- 2004 : Mes parrains sont magiques : The Pixie Rap
- 2004 : Entourage (saison 1 épisode 1) : Oooh

#### Jeux vidéo
- 2001 : Tony Hawk's Pro Skater 3 : Let's Get Dirty
- 2003 : Def Jam Vendetta : Smash Sumthin
- 2005 : Grand Theft Auto: Liberty City Stories : Do What You Feel
- 2007 : Def Jam Icon : Rush Da Security and Let’s Go (Redman)

## Filmographie

### Films
- 1999 : P.I.G.S. de Diane Martel : Pan-handling Nun
- 1999 : Colorz of Rage de Dale Resteghini : Trevor
- 2000 : Boricua's Bond de Val Lik
- 2000 : On / Off (documentaire) de Chris Fiore : lui-même
- 2001 : Statistic: The Movie de Lawrence Page : Limpin' Lenny
- 2001 : How High de Jesse Dylan : Jamal King
- 2003 : Thaddeus Fights the Power!
- 2003 : Scary Movie 3 de David Zucker : lui-même
- 2004 : Le Fils de Chucky de Don Mancini : lui-même
- 2019 : Jay and Silent Bob Reboot de Kevin Smith : lui-même

### Télévision
- 2000 : MTV Sports & Music Festival 4: The Ultimate Survival : un athlète
- 2001 : MADtv (saison 7 épisode 9) : Sam Boogie
- 2002 : Stung : invité
- 2004 : Mes parrains sont magiques : Sanderson the Pixie (voix du rappeur)
- 2004 : Method et Red : lui-même
- 2021-2024 :  Power Book II: Ghost - Saison 2 à 4 : Theo Rollins.

### Jeux vidéo
- 2001 : NBA 2K1 : joueur caché
- 2003 : Def Jam Vendetta : personnage
- 2004 : Def Jam: Fight for NY : personnage
- 2005 : True Crime: New York City : personnage
- 2006 : NBA 2K6 : célébrité
- 2007 : Def Jam: Icon : personnage